# Legio I Noricorum

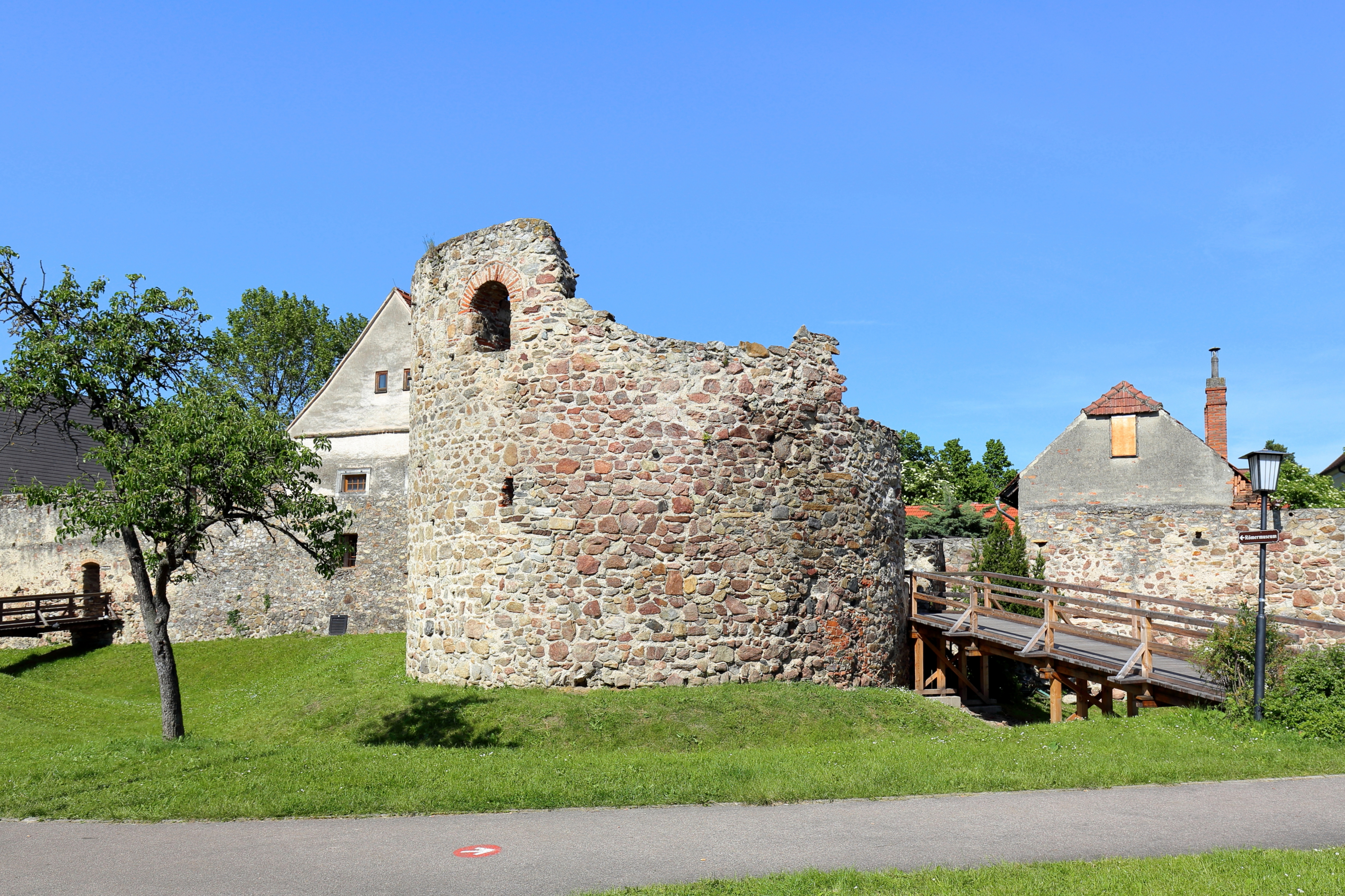
Westlicher Hufeisenturm des Kastells Favianis (4. oder 5. Jahrhundert)

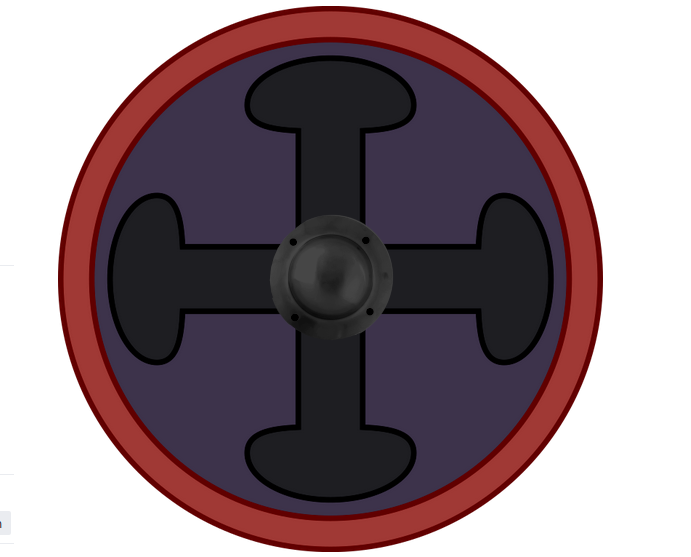
Schildzeichen der Lanciarii Comaginenses

Die Legio prima Noricorum („Erste Legion der Noriker“) war Teil der Limitanei bzw. Riparenses, der stationären Grenztruppen der spätrömischen Armee und wurde unter Diokletian (284–305) aufgestellt. Sie bestand vermutlich bis ins frühe 5. Jahrhundert n. Chr.

## Funktion
Die Legion sollte in der Provinz Noricum ripense (Ufernoricum) die alteingesessene Legio II Italica entlasten und sicherte den östlichen Teil des norischen Donaulimes, der Bereich zwischen der norisch-pannonischen Grenze und dem Fluss Enns. Ab dem 4. Jahrhundert wurden ihre Angehörigen hauptsächlich als milites liburnarii (Marinesoldaten) eingesetzt. Diese Männer waren speziell für den Einsatz auf Liburnen (leichte Flusspatrouillenschiffe) trainiert. Die Legion wird wohl in allen Abwehrkämpfen gegen eindringende Germanenstämme in Verwendung gestanden haben. Einige ihrer Soldaten wurden auch für die Ziegelproduktion eingesetzt.

## Entwicklung
Die Alamanneneinfälle zur Zeit Aurelians (270-275) veranlassten Kaiser Diokletian die Truppen am Donaulimes massiv zu verstärken. Damit einher ging die Stationierung einer neu ausgehobenen Legion in Ufernoricum. Für diese rund 2000 Mann starke Truppe waren wahrscheinlich zum größten Teil Germanen angeworben worden. Im frühen 5. Jahrhundert stand die Legion unter dem Oberbefehl eines Abschnittgenerals (Dux Pannoniae Primae et Norici Ripensis) und war auf zwei Standorte aufgeteilt worden. Möglicherweise hielten sich einige ihrer Einheiten noch bis 475 oder 476, lösten sich dann aber, da wohl ihr Sold infolge des Zerfalles des weströmischen Reichsteiles ausblieb, auf.

## Standorte
Laut Notitia dignitatum war die Legion in zwei norischen Standorten präsent:
Vermutlich war sie anfangs komplett im Favianis (Mautern an der Donau) stationiert, da das dortige Lager in der zweiten Hälfte des 4. Jahrhunderts beträchtlich erweitert worden war. In der Notitia wird für Fafianae eine Marineabteilung unter dem Befehl eines Präfekten (Praefectus legionis liburnariorum primorum Noricorum) angeführt. Ziegelstempelfunde verweisen noch auf letzte größere Baumaßnahmen unter dem Dux Ursicinus, dem Abschnittsgeneral unter Valentinian I. (364–375). Ihr Aufenthalt in Mautern ist nach heutigem Wissensstand zumindest bis zur Herrschaft Valentinians I. als halbwegs gesichert zu betrachten.
Die fünfte Kohorte war in Ad Iuvense (Wallsee) einquartiert. Laut der Notitia überwachte dort eine weitere Abteilung Marinesoldaten unter dem Kommando eines Präfekten (Praefectus legionis primae Noricorum militum liburnariorum cohortis quintae) mit ihren Patrouillenbooten den oberen Abschnitt (partis superioris) der norischen Donau.
Die ebenfalls in der Notitia erwähnten Lanciarii Comaginenses, „die Lanzenwerfer in Comagena“ (Tulln), waren – möglicherweise – eine aus dieser Legion herausgelöste Vexillation die später als Pseudocomitatenses in die Armee des Comes Illyrici eingereiht wurde.

## Inschriften

Ziegelstempel der Legio I Noricorum, gefunden in Schwechat (NÖ)

Aus der letzten Dekade des 3. Jahrhunderts ist eine Opferinschrift des speculator (Kundschafter) Ulpius Valerius, an den Gott Mithras bekannt, sie wurde in der Nähe der Provinzhauptstadt Binnenoricums, Virunum, auf dem Zollfeld nahe Klagenfurt gefunden.
Gestempelte Ziegel der Legion sind für folgende Orte nachweisbar:
- Schwechat[8][9],
- Mauer an der Url (Niederösterreich)[10],
- Virunum (Maria Saal)[11],
- Rajka[12] und
- Sirmium (Sremska Mitrovica)[13]

In Carnuntum und Mannersdorf am Leithagebirge siedelten sich im 4. Jahrhundert offenbar einige ihrer Veteranen an.